# Суходольский (Тульская область)
Суходольский — упразднённый посёлок в Богородицком районе Тульской области России. С 1980-х годов отдалённый район города Богородицка.

## География
Расположен у южной окраинны села Большой Суходол, на расстоянии примерно 7 км к юго-востоку от окраины города Богородицка.

## История
В связи с добычей бурого угля здесь в 1930-е годы стали появляться населённые пункты при шахтах.
Указом Президиума Верховного Совета РСФСР от 19 октября 1948 года посёлок при угольной шахте № 60 Товарковского района отнесен к категории рабочих поселков с присвоением ему наименования — рабочий посёлок Суходольский.
В 1979 году указом ПВС РСФСР рабочий посёлок Суходольский преобразован в сельский населённый пункт.

## Население
| 1959 | 1970  | 1979  |
| ---- | ----- | ----- |
| 4233 | ↘1967 | ↘1005 |